# Phryneta macularis
Phryneta macularis es una especie de escarabajo longicornio de la subfamilia Lamiinae. Fue descrita científicamente por Harold en 1879.
Se distribuye por Angola, Uganda, República Democrática del Congo y Zambia. Posee una longitud corporal de 17-23,5 milímetros. El período de vuelo de esta especie ocurre en los meses de marzo, abril, junio, agosto y diciembre.
Phryneta macularis se alimenta de plantas y arbustos de la familia Anacardiaceae, Meliaceae y Sapotaceae.